# Хобовше при Стари Оселици
Хобовше при Старој Оселици (словен. Hobovše pri Stari Oselici) је насељено место у општини Горења вас–Пољане, Горењска регија, Словенија.

## Историја
До територијалне реорганизације у Словенији било је у саставу старе општине Шкофја Лока.

## Становништво
У попису становништва из 2011. Хобовше при Стари Оселици имало је 71 становника.
| Број становника према пописима | Број становника према пописима | Број становника према пописима |
| ------------------------------ | ------------------------------ | ------------------------------ |
| 1991                           | 2002                           | 2011                           |
| 59                             | 61                             | 71                             |